# UGC 76
UGC 76 es una galaxia espiral localizada en la constelación de Pegaso.